# Besnik Hasi
Besnik Hasi (Đakovica, Kosovo, 29 de diciembre de 1971) es un exjugador y entrenador de fútbol albanés. Actualmente dirige al Anderlecht.

## Carrera

### Carrera como jugador
Nacido en Gjakova, Hasi empezó a jugar en el equipo de su ciudad a una edad temprana, antes de unirse profesionalmente al KF Liria de la segunda división yugoslava. Debutó con el conjunto kosovar en 1991 ante el FC Prishtina en el Primera División yugoslava de 1991. Posteriormente jugó con el NK Zagreb y se marchó cedido al FK Dinamo Pančevo, ambos equipos aún pertenecientes a Yugoslavia. En 1992 regresó al NK Zagreb, que ahora juega en la recién creada Prva HNL, la máxima división croata.
Tras un año en el NK Samobor, Hasi marcha a Bélgica después de un acuerdo con el KRC Genk a mediados de 1994. Además de marcharse cedido al TSV 1860 Múnich alemán, donde jugó solo siete veces durante la temporada 1997-98. Volvió al KRC Genk para ser parte de la alineación regular del equipo, ganando la liga belga en la temporada 1998-99.
Hasi se trasladó al RSC Anderlecht en mayo del 2000 y, a pesar de solo jugar 16 partidos en su primera temporada debido a varias lesiones, ayudó al club a conquistar un título de liga. Jugó 30 partidos al año siguiente, incluyendo cinco en la Champions League. Ese mismo año comenzó a ser convocado regularmente para la Selección de fútbol de Albania.
Otra lesión restringió a Hasi jugar once partidos de liga y cuatro partidos de la Copa de la UEFA en 2002-03. Sin embargo, regresó para ayudar al Anderlecht a recuperar la corona belga en la siguiente temporada. Dos años más tarde sufrió rotura de ligamentos en la rodilla izquierda y estuvo fuera durante tres meses, incapaz de disputar los últimos partidos de liga con el Anderlecht.
Sus continuas lesiones hicieron que Hasi abandonara el Anderlecht por el KSC Lokeren durante la temporada 2005-06. El 11 de junio de 2007 firmaría su último contrato de dos años con el Cercle Brugge belga, club en el que se retiraría al año siguiente.

### Carrera como entrenador
Hasi se retiró al final de la temporada 2007-08 del Cercle Brugge y pasó a ser segundo entrenador de su antiguo club, el RSC Anderlecht. Firmó un contrato de dos años en el club en 2008. El 10 de marzo de 2014 Hasi reemplaza a John van den Brom como entrenador del equipo. Tras dos años con el club belga, Hasi anunció su marcha al Legia de Varsovia polaco, que tras la salida de Stanislav Cherchésov se encontraba sin entrenador. En 2017 entrenó al Olympiacos de la Superliga de Grecia. Desde 2018 a 2021 entrenó al Al-Raed de la Liga Profesional Saudí, actualmente entrena al Al-Ahli Jeddah también de la Liga Profesional Saudí.

## Palmarés

### Como jugador
Genk
- Primera División de Bélgica (1): 1998-99
- Copa de Bélgica (1): 2000

RSC Anderlecht
- Primera División de Bélgica (3): 2000-01, 2003-04, 2005-06
- Supercopa de Bélgica (1): 2000, 2001

### Como entrenador
RSC Anderlecht
- Pro League belga (1): 2013-14
- Supercopa de Bélgica (1): 2014

Legia de Varsovia
- Ekstraklasa polaca (1): 2015-16
- Copa de Polonia (1): 2015-16